# انا سیتون
انا سیتون (انگلیسی: Anna Seaton؛ زادهٔ february ۱۲, ۱۹۶۴ (۶۱ سال)) ورزشکار روئینگ اهل ایالات متحده آمریکا است.
وی در مسابقات کشوری و بین‌المللی در مجموع برندهٔ ۴ مدال نقره، ۱ مدال برنز شده‌است.